# Gustave Loiseau

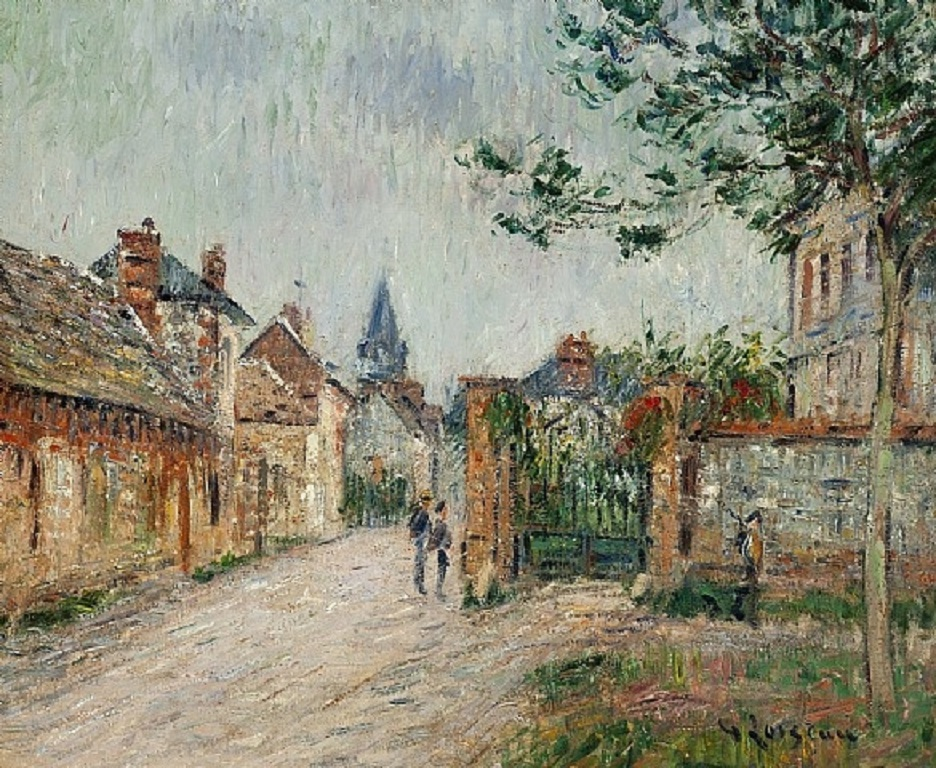
Vesnická ulice, Saint-Cyr-du-Vaudreuil

Gustave Loiseau (3. října 1865, Île-de-France – 10. října 1935, Paříž) byl francouzský postimpresionistický malíř, připomínán je především pro své krajiny a scény pařížských ulic.

## Životopis
Gustave Loiseau se narodil v departmentu Val-d'Oise v regionu Île-de-France. Jeho rodiče zde vlastnili řeznictví. Učil se dekoratérem u rodinného přítele. V roce 1887, kdy mu odkaz po babičce umožnil soustředit se na malbu, se zapsal na École des arts décoratifs (Škola dekorativního umění), kde studoval kresbu. O rok později však školu opustil po hádce se svým učitelem.

## Kariéra
Když se živil jako dekoratér, pracoval v bytě malíře krajináře Fernanda Quigona (1854–1941). Poté, co opustil École des arts décoratifs, poprosil Quignona, aby ho učil malovat. V roce 1890 odešel do Bretaně na Pont-Aven a spřátelil se zde s tamními umělci, zejména s Paulem Gauguinem a Émile Bernardem, představitelem neoimpresionismu. Zprvu experimentoval s pointilismem, poté nalezl svůj vlastní přístup k postimpresionismu a maloval krajiny přímo v plenéru. Jeho technika známá jako en treillis (angl. cross-hatching) čili šrafování dala jeho dílům zvláštní kvalitu, nyní uznávanou jako jeho specialita.
Loiseau poprvé vystavoval na Salonu nezávislých v roce 1893 a na Salon de la Société Nationale v roce 1895. Vystavoval i na impresionistických výstavách v letech 1890 a 1896.
Loiseau zemřel v Paříži dne 10. října 1935.

## Dílo
Loiseauovy obrazy ukazují jeho vášeň pro roční období od začátku jara do sklizně pozdního podzimu. Často maloval stejnou zahradu během měnícího se ročního období. Obrazy s útesy, přístavy nebo kostely, připomínají Clauda Moneta. Ačkoli Loiseau nevytvořil mnoho portrétů, často maloval lidi při práci: přístavní dělníky s jejich čluny, vesničany opouštějící nedělní bohoslužbu v Bretani nebo příjezd na trh v Pont-Aven, či pařížské ulice: Place de la Bastille či Étoile, Rue de Clignancourt nebo Avenue de Fiedland. Od dvacátých let namaloval mnoho zátiší. Jeho styl není spojován s nějakou konkrétní teorií, vždy se však snažil o co nejupřímnější zobrazení scén.

## Galerie

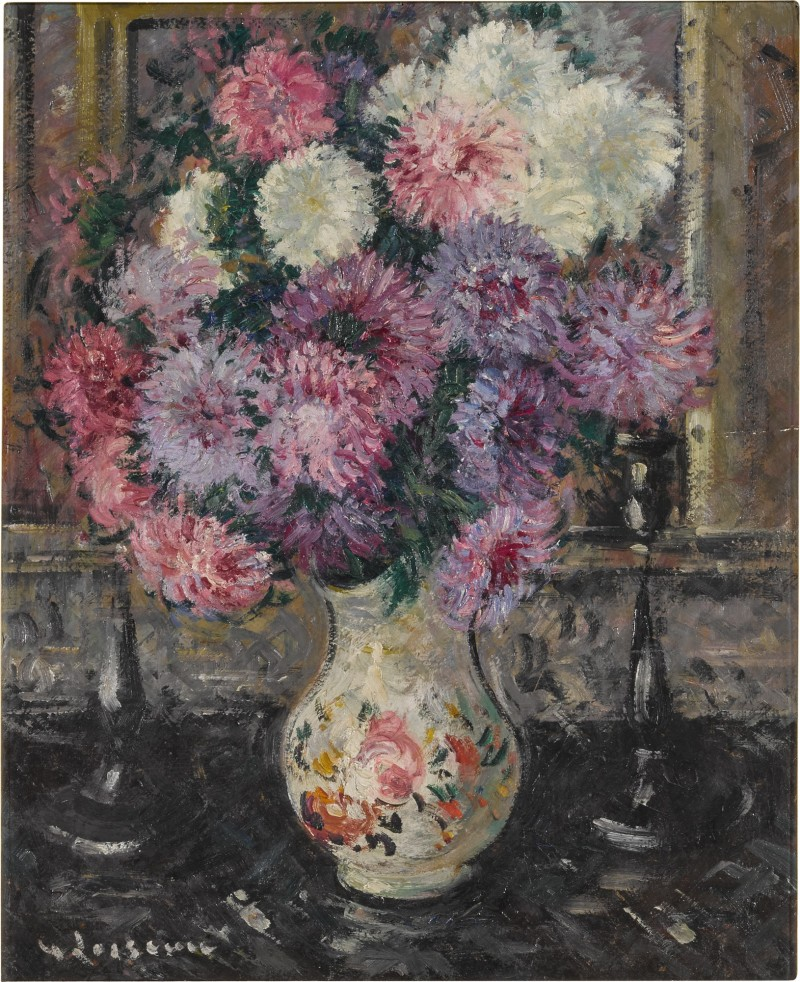
Vase de fleurs
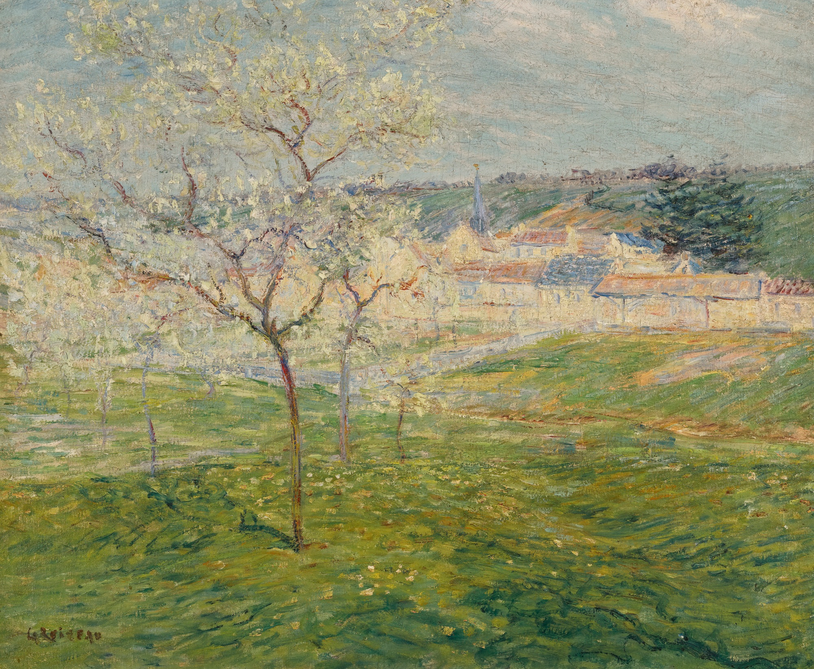
Verger au printemps
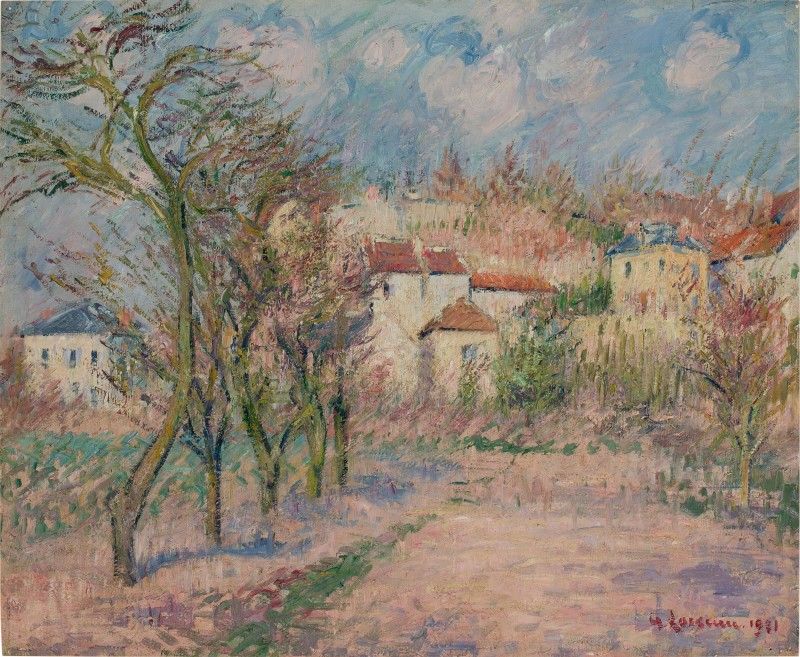
Verger à Hérouville (Seine-et-Oise)
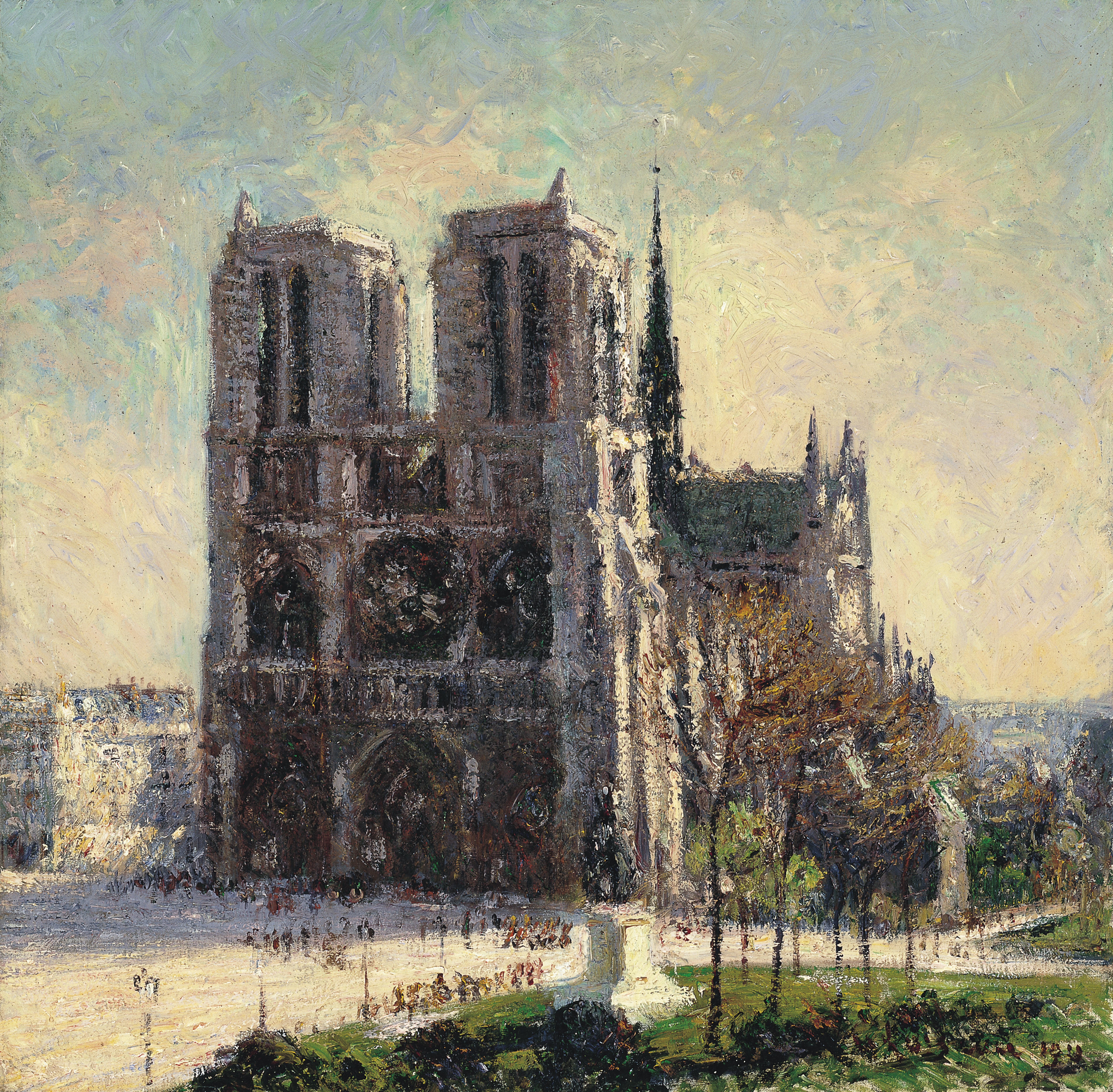
Vue de Notre Dame
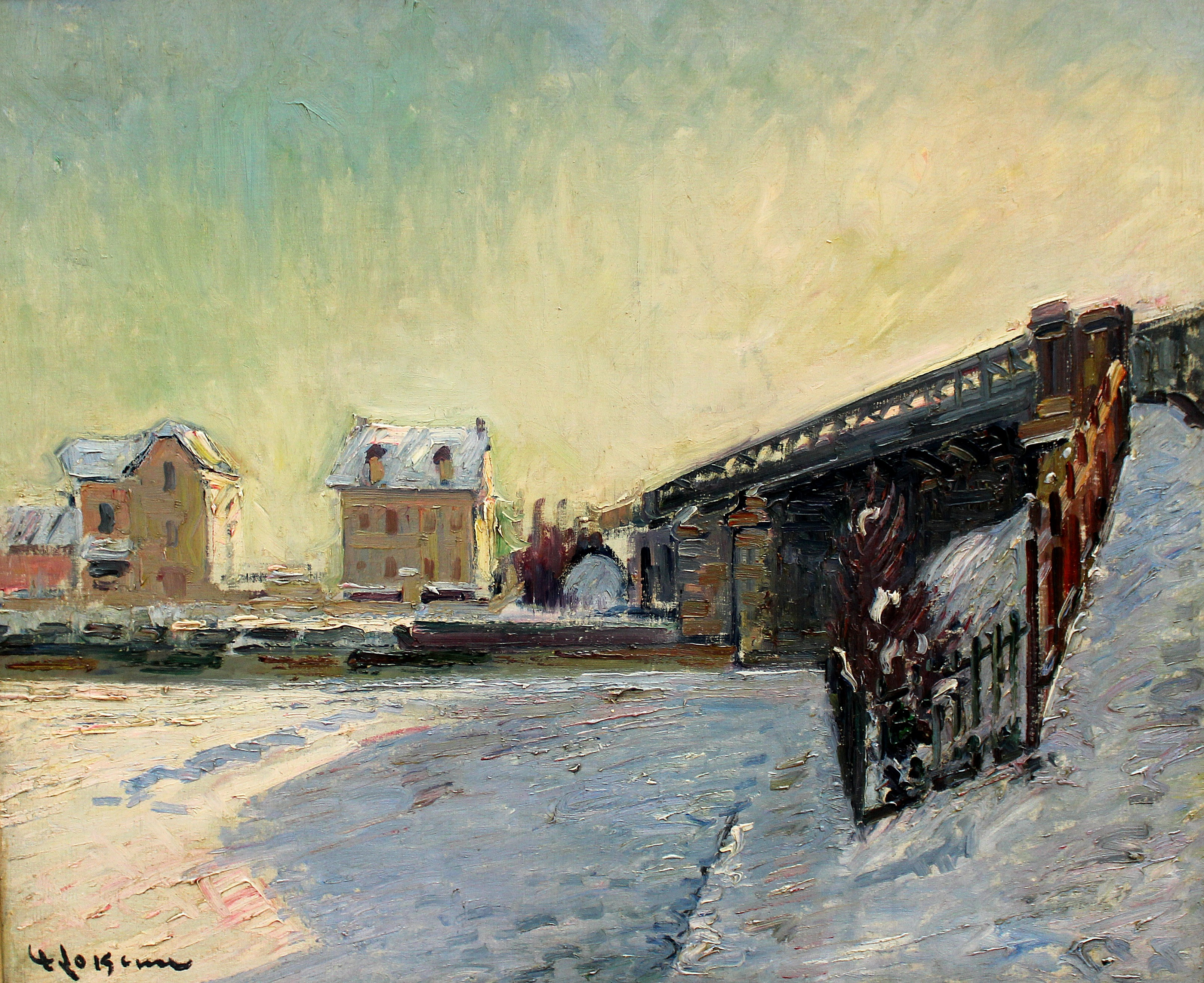
Brücke von St. Ouen, Museum der bildenden Künste, Lipsko
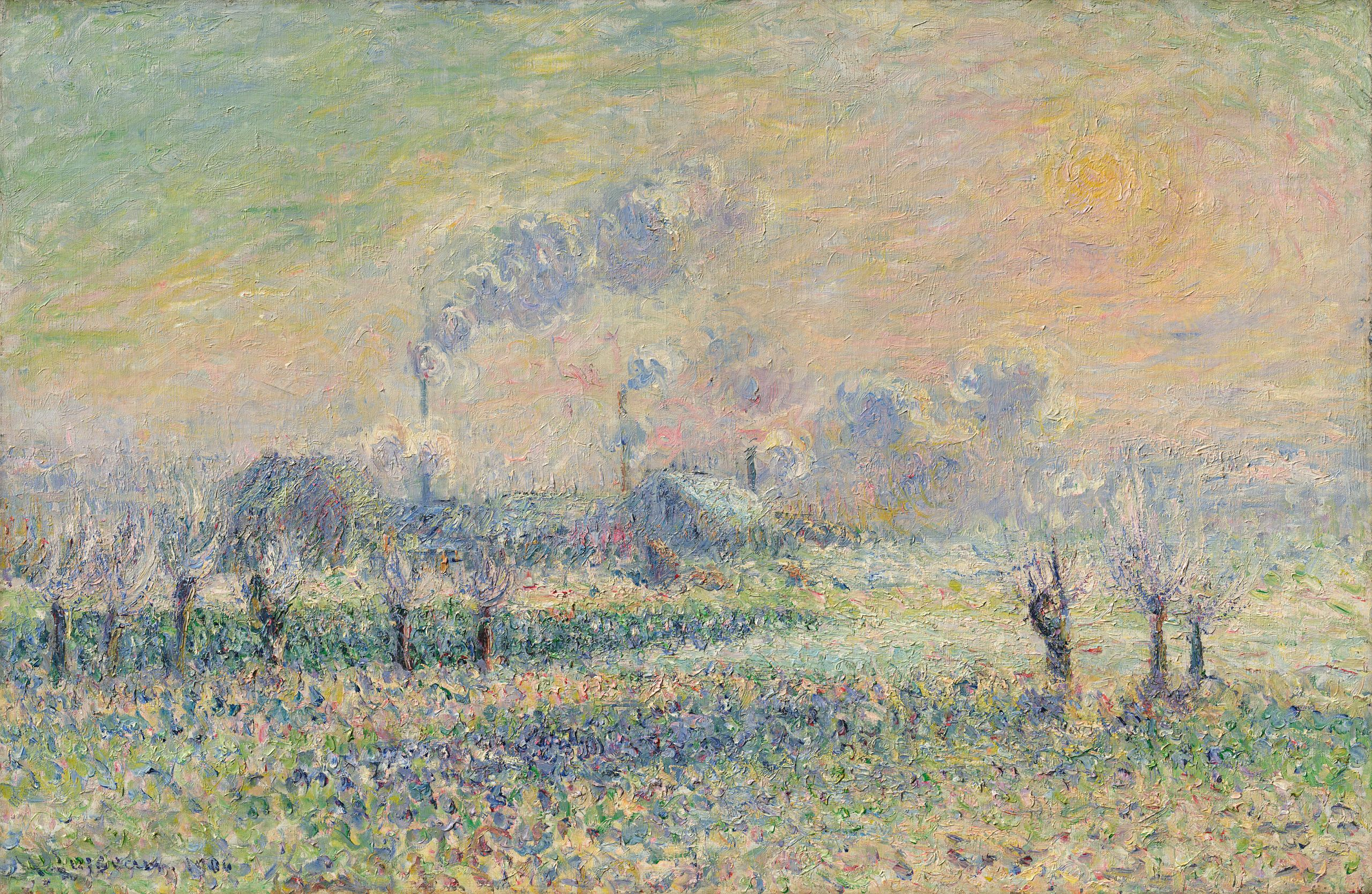
Raureif-in-Pontoise
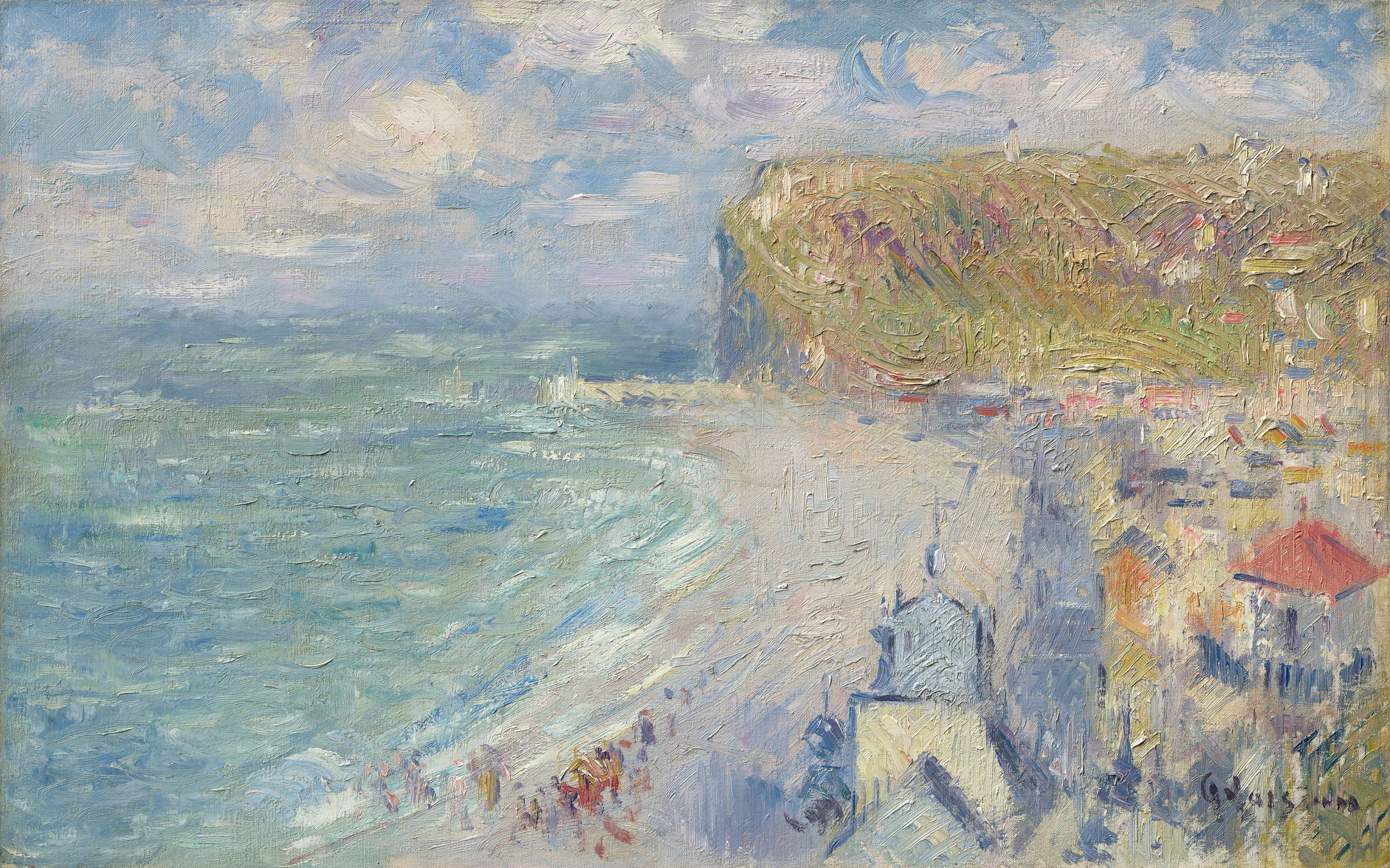
Der-Strand-von-Fecamp
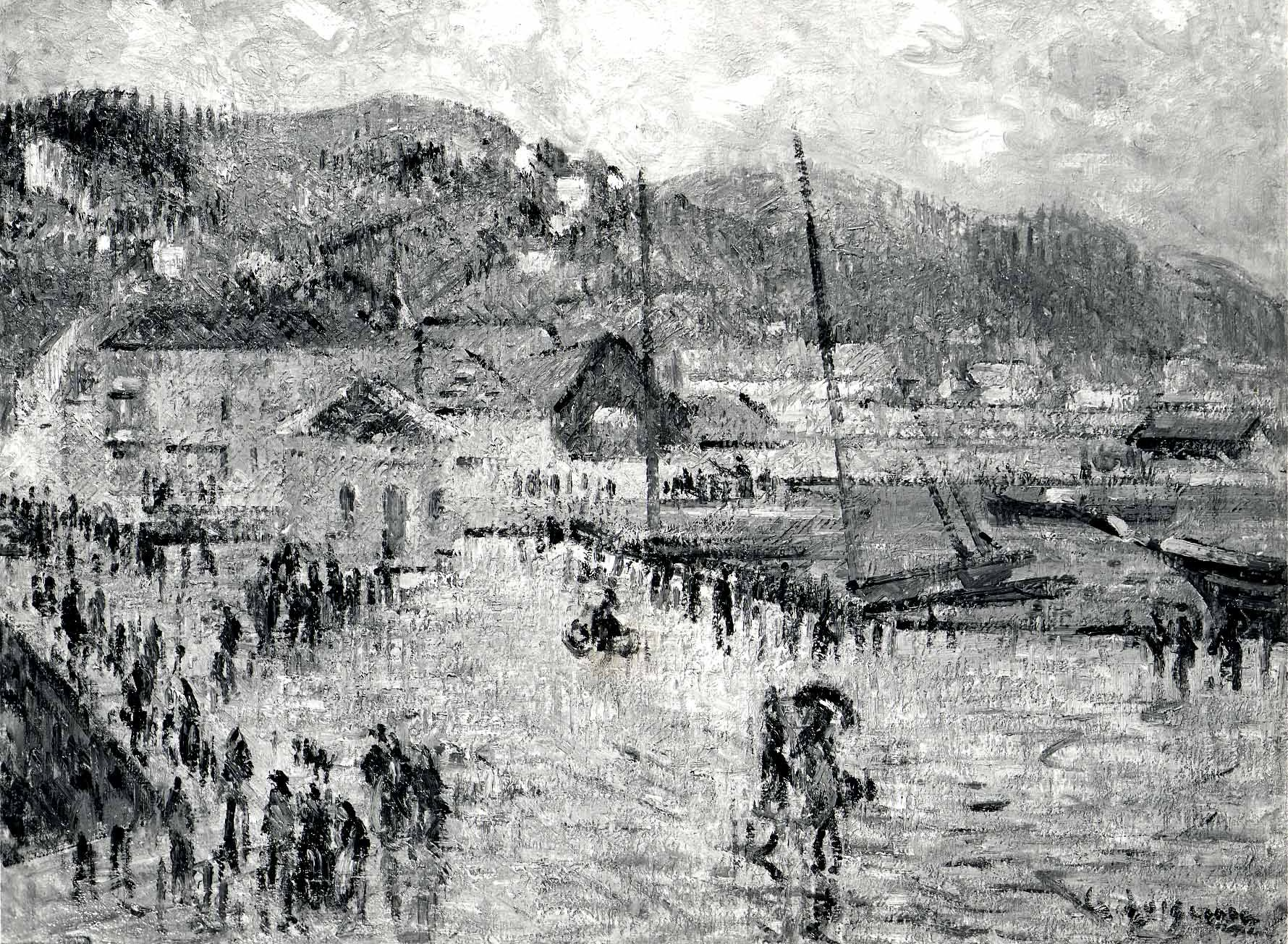
Le Grand Quai, Fécamp